# Übersetzungsschwierigkeit

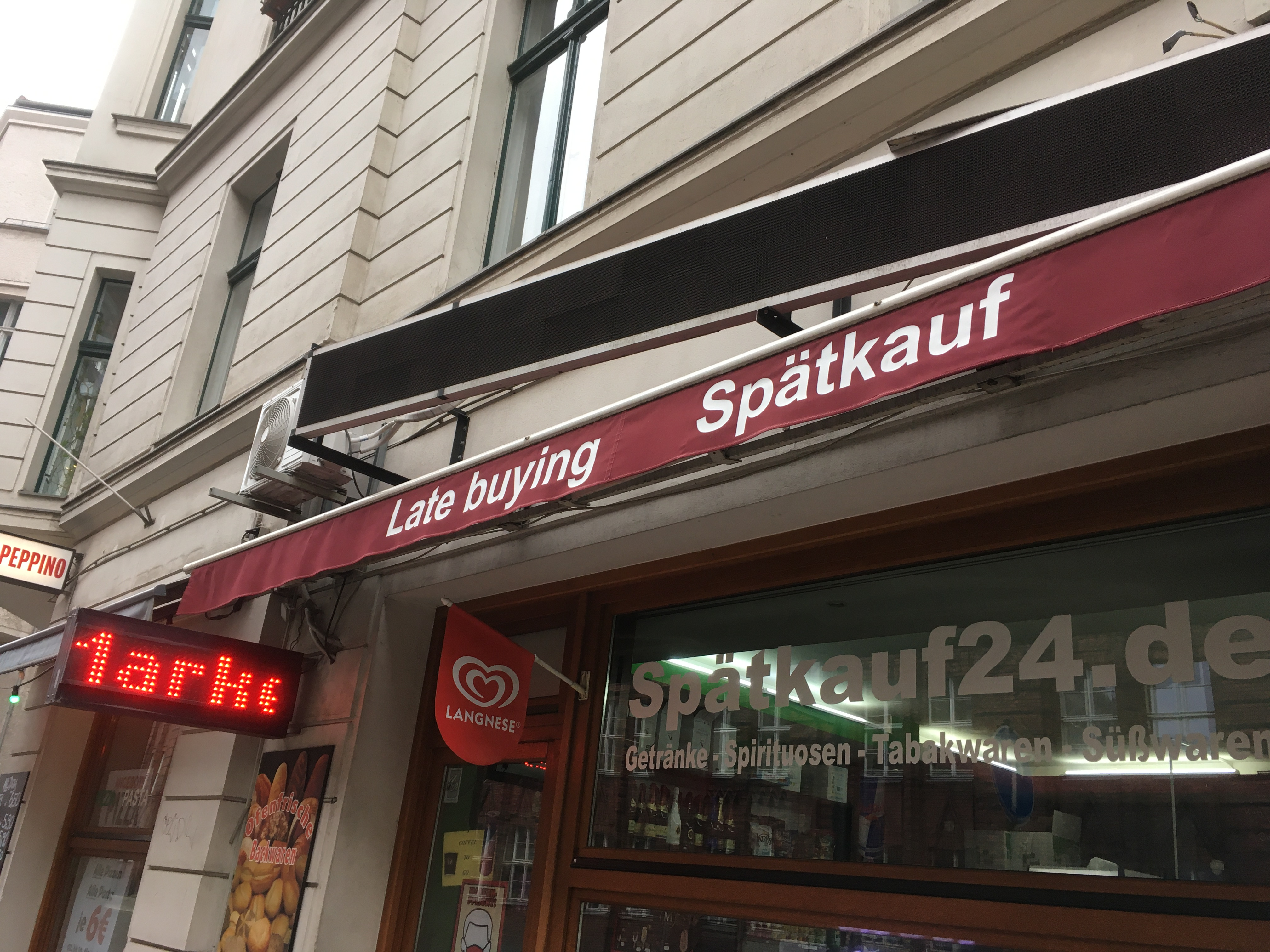
„Late Buying“ als Übersetzung von Spätkauf

Übersetzungsschwierigkeiten, umgangssprachlich auch Übersetzungsfallen genannt,  sind Fehlerquellen beim Übersetzen oder Dolmetschen zwischen natürlichen Sprachen, die durch Wissenslücken oder Interferenzen entstehen, die Automatismen begünstigen.
Übersetzungsprobleme sind dagegen objektiv durch sprachliche, kulturelle und situative Unterschiede bedingte Quellen der Differenz zwischen Ausgangstext und Zieltext.
Übersetzungsschwierigkeiten sind grundsätzlich subjektiv bedingt und können deshalb theoretisch (je nach Verfügbarkeit von Informationsmaterial für die jeweilige Sprache) relativ leicht durch Recherchen geklärt werden; Fehler, die durch Konzentrationsmängel entstanden sind, fallen oft sogar dem Schreiber selbst unmittelbar nach Abfassung des Textes durch bloßes sorgfältiges Korrekturlesen auf.

## Arten von Übersetzungsschwierigkeiten
Grundproblem von Übersetzungsschwierigkeiten sind fehlende Informationen. Diese können sich z. B. bei Mehrdeutigkeit („Was ist tatsächlich im Zusammenhang gemeint?“) der verwendeten Begriffe oder Interferenzerscheinungen bemerkbar machen, etwa die falsche Übersetzung durch ähnlich klingende Wörter (Falscher Freund) oder die Übernahme von Schreibweisen, die in der Originalsprache richtig, in der Zielsprache aber falsch sind. Dabei spielen auch Konzentrationsmängel eine Rolle, die dazu führen, dass der Sprecher oder Schreiber der Suggestion der Ursprungssprache erliegt, obwohl er im Prinzip weiß, wie die Formulierung richtig in die Zielsprache übersetzt werden müsste.
Aber auch die einfache Unkenntnis der Worte, insbesondere bei Fachbegriffen stellt Übersetzer immer wieder vor Hindernisse, Inhalte im richtigen Sinn und Zusammenhang wiederzugeben.
- Beispiel einer Filmszene: Zwei Männer werden angefunkt. Der erste fordert den anderen auf, ihm „das Radio“ zu geben, und bestätigt die Meldung mit „zehn vier“ – dass es sich nicht um einen Radioempfänger, sondern ein Funkgerät handelt, kann der Zuschauer sehen; bei dem US-CB-Funkkürzel „10-4“ (gesprochen „ten-four“) kann er den Sinn (so viel wie „verstanden“, „bestätigt“ oder simpel „OK“) sogar unter Umständen gar nicht erkennen.

### Interferenz
Als Interferenzen werden in der Sprachwissenschaft Abweichungen von sprachlichen Normen bezeichnet, die durch den Einfluss einer anderen Sprache entstehen – siehe dazu auch falscher Freund, Liste falscher Freunde. Dabei ist zu unterscheiden zwischen Interferenzen, die durch Nichtwissen entstehen, und solchen, die auf einem Mangel an Konzentration, Automatismen und dergleichen beruhen.
- Lexik: Zu den Interferenzerscheinungen auf Wortebene gehört die Fehlübersetzung von „falschen Freunden“, also Wörtern, die in mehreren Sprachen orthographisch oder vom Klang her ähnlich sind, deren Bedeutung sich jedoch unterscheidet (zum Beispiel bedeutet das im Japanischen, Koreanischen und anderen Sprachen Ostasiens bekannte, Arubaijtu ausgesprochene Wort (jap. アルバイト arubaito, kor. 아르바이트) genau „Nebentätigkeit“, „Nebenjob“, nicht aber „Arbeit“, obwohl es ein davon abgeleitetes Lehnwort ist). Auch die Unkenntnis solcher „falscher Freunde“ kann zu unbrauchbaren Übersetzungen führen, wie bei deutschen Firmen, die Schlaf- oder auch Rucksäcke unter der Bezeichnung „body bag“ (engl. „Leichensack“) anboten.

Weiterhin können Wörter fälschlicherweise als Lehnübersetzung aus der Fremdsprache übernommen werden; ein Beispiel wäre die Fehlübersetzung des amerikanischen High school (deutsch etwa Sekundarschule) als „Hochschule“.
Interferenz tritt auch auf der Ebene der Kollokationen und Idiome auf, etwa wenn formelhafte Wendungen oder Sprichwörter Wort für Wort übersetzt werden. Wird die Wortstellung oder die Reihenfolge der Satzteile fehlerhaft direkt aus der Ausgangssprache in die Zielsprache übernommen, handelt es sich um syntaktische Interferenz. Als free ride bezeichnet man vor allem bei der maschinellen Übersetzung die Möglichkeit der direkten Übernahme syntaktischer Strukturen. Ein bekanntes Beispiel der Interferenz zwischen Englisch und Spanisch ist das Buch English As She Is Spoke (1853), zwischen Englisch und Deutsch das sogenannte Lübke-Englisch.
Interferenzerscheinungen gibt es auch im Hinblick auf die Orthographie und die Grammatik:
- Orthographie: Besonders bei Internationalismen wird häufig nicht erkannt, dass Wörter im Deutschen oft, aber nicht immer, anders als in der Originalsprache geschrieben werden. So wirkt die Schreibweise „Circus“ anders als die Schreibweise „Zirkus“, und ein „Photograph“ hat vielleicht einen anderen Kundenstamm als ein „Fotograf“. Umgekehrt rechnen viele Deutsche nicht damit, dass es die entsprechende Wahlfreiheit in anderen Sprachen nicht gibt. Das im Deutschen „sch“ geschriebene Phonem wird in anderen Sprachen verschieden niedergeschrieben. Kaum jemand, der das Ungarische nur oberflächlich kennt, rechnet deshalb z. B. damit, dass das Wort „Bus“ im Ungarischen "Busz" geschrieben wird, weil „Bus“ auf Ungarisch wie „Busch“ ausgesprochen würde.  Auch Fälle von Übergeneralisierung gibt es: Wer gelernt hat, dass man „Rhythmus“ mit zwei „h“ schreibt, findet es unter Umständen seltsam, dass das italienische Pendant ritmo geschrieben wird. In diesem Fall werden affektive Sperren wirksam. Derartige innere Widerstände können auch unbewusst zu einer Falschschreibung führen.

Komplexere Interferenzerscheinungen sind die textuelle und die kulturelle Interferenz. Textuelle Interferenz liegt vor, wenn im Zieltext die textsortentypischen Konventionen des Ausgangstextes befolgt werden, obwohl in der Zielsprache und -kultur andere Normen gelten, etwa für die Reihenfolge bestimmter Textabschnitte, für die Art der Anrede des Lesers etc. Kulturelle Interferenz entsteht durch Nichtbeachtung kultureller Unterschiede. Besonders anschaulich ist vielleicht die Anwendung ausgangskultureller Höflichkeitsformen in der Zielsprache, die z. B. beim Umgang mit Meinungsverschiedenheiten zu Verstimmungen führen kann.

### Wortneubildungen durch Rückübersetzung
Wörtliches Übersetzen feststehender, meist zusammengesetzter Begriffe (vor allem aus dem Englischen, siehe auch → Anglizismus), ohne Prüfung, ob es vielleicht schon ein bekanntes deutsches Äquivalent gibt, kann zu bereits existierenden deutschen Wörtern, die allerdings bereits mit anderen Bedeutungen besetzt sind, führen, den „falschen Freunden“.
Alternativ kann dies zu bisher unbekannten oder ungebräuchlichen Wortneubildungen führen. Der Grad der Verbreitung und Verständlichkeit solcher Neubildungen ist unterschiedlich: Während etwa die „Herzattacke“ (vom englischen Heart attack, „Herzinfarkt“) bereits verschiedentlich verwendet wird, hat der „Seiteneffekt“ (von side effect, „Nebenwirkung“) überwiegend nur in die Informatikfachsprache Einzug gehalten. Die zu wörtliche Übersetzung von Supercritical state als „superkritischen Zustand“ statt des „überkritischen Zustands“ ist ein weiteres Beispiel für eine Übersetzungsschwierigkeit durch die Inkongruenz der beiden Termini.
Manchmal führt die Angst vor „falschen Freunden“ dazu, korrekte fremdsprachliche Wendungen zu vermeiden oder als falsch anzusehen, nur weil sie große Ähnlichkeit mit vertrauten muttersprachlichen Formen haben. Man spricht in solchen Fällen zum Beispiel von „scheindeutschem Englisch“. Dies sind also englische Wendungen, die wie deutsch klingen aber dennoch korrektes Englisch darstellen. Beispiele: hefty rainstorm „heftiger Regen“, a lousy delivery service „ein lausiger Lieferservice“, we sit in the same boat „wir sitzen im gleichen Boot“, to be in the picture „im Bilde sein, informiert sein“.